# نيوزيلنديون لبنانيون
يشار إلى النيوزيلنديون اللبنانيون إلى المواطنين أو المقيمين الدائمين في نيوزيلندا من أصل لبناني. المجتمع اللبناني في يوزيلندا مجتمع متنوع له قاعدة دينية مسيحية كبيرة، بأغلبية كاثوليكية مارونية وأرثوذكسية يونانية، بينما توجد له أيضاً طوائف إسلامية صغيرة تنتمي لمذاهب الإسلام الشيعي والسني.
كانت لبنان، في شكلها المعاصر كدولة لبنانية (أعُلنت في عام 1920، ومُنحت الاستقلال في عام 1943) وفي شكلها التاريخي كمنطقة لبنان، مصدراً للمهاجرين إلى نيوزيلندا لما يربو على قرنين. ووفقاً لتعداد عام 2013، بلغ عدد السكان المنحدرين من أصل لبناني في نيوزيلندا 1044 شخص، يعيش معظمهم من ذوي الأصل لبناني في منطقة أوكلاند (44.0 ٪)، تليها منطقة ويلينغتون (22.4 ٪)، ثم منطقة أوتاغو (8.6 ٪). علاوة على ذلك، ارتفع عدد المواليد من أصل لبناني في نيوزيلندا من 67.2 ٪ إلى 68.4 ٪ في عام 2006.

## تاريخهم
هاجر العديد من اللبنانيين (أغلبهم مسيحيين) بأعداد كبيرة خارج لبنان إلى وجهات مختلفة، كجزء من حركة هجرة واسعة النطاق في أربعينيات القرن التاسع عشر. وقد هاجر معظمهم إلى البرازيل ودول أمريكا اللاتينية الأخرى، خاصة الأرجنتين وفنزويلا وكولومبيا والإكوادور. كما ذهب كثيرون منهم إلى الولايات المتحدة وكندا والمملكة المتحدة والإمارات العربية المتحدة وذهب آخرون إلى أستراليا ونيوزيلندا.
وهكذا، فإن سكان نيوزيلندا اللبنانيين هم من أقدم الأقليات المؤسسة غير الناطقة بالإنجليزية في البلاد (على الرغم من أن الكثير من اللبنانيين يتحدثون الإنجليزية الآن، بدرجة أكبر أو أقل).
في تسعينيات القرن التاسع عشر، كانت هناك أعداد متزايدة من المهاجرين اللبنانيين إلى نيوزيلندا، كجزء من الهجرة الجماعية من منطقة لبنان التي ستصبح الدولة اللبنانية المعاصرة، وكذلك من منطقة جبال لبنان الشرقية في المنطقة الحدودية مع سوريا.
استقر بعض اللبنانيين في أوكلاند في وقت مبكر من عام 1890. وقد اندمج اللبنانيون في المجتمع وترددوا على الكنائس المحلية. وبفضل قدراتهم اللغوية ومهاراتهم في إدارة المشاريع، إلى جانب شعورهم بالانتماء، منحهم ذلك الثقة في الاندماج دون أن يفقدوا تقاليدهم وارتباطهم الثقافي.
كان أسيد كوربان وعائلته من أوائل المستوطنين اللبنانيين الذين لعبوا دوراً أساسياً في إدخال صناعة النبيذ التجارية إلى نيوزيلندا.

## تنوعهم الديني
يشكل المسيحيون اللبنانيون نسبة 49 ٪ من مجمل اللبنانيين في نيوزيلندا ويشكل المسلمون أقلية بنسبة (8 ٪). بينما قال 24.0 ٪ إنهم لادينيون.
كافة الجماعات الدينية اللبنانية الرئيسية-المسيحيون، بما في ذلك الموارنة والأرثوذكس اليونانيين والروم الكاثوليك والبروتستانت والمسلمين، بما في ذلك الطوائف الشيعية والسنية والدروز ضمن آخرين - لها تمثيل رسمي الآن.

## انظرأيضاً
- عرب نيوزيلندا

## وصلات خارجية
- World Lebanese Cultural Union (WLCU) Geographic-Regional Council (GRC) for Australia and New Zealand